# Komar (bergskedja)
Komar är en bergskedja i Bosnien och Hercegovina.   Den ligger i entiteten Federationen Bosnien och Hercegovina, i den centrala delen av landet, 70 km nordväst om huvudstaden Sarajevo.
Komar sträcker sig 7,9 km i öst-västlig riktning. Den högsta toppen är Kamenjaš, 1 510 meter över havet.
Topografiskt ingår följande toppar i Komar:
- Čevina
- Kamenjaš
- Karamlija
- Kaštel
- Mravinjac
- Plani
- Strikanca
- Šuplja Stijena
- Veliki Šiljkovac
- Vučja Glavica

I omgivningarna runt Komar växer i huvudsak lövfällande lövskog. Runt Komar är det ganska tätbefolkat, med 93 invånare per kvadratkilometer.